# Vlag van Gemonde

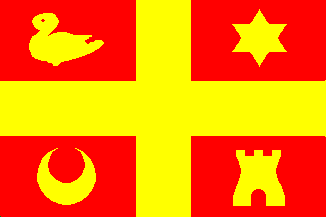
Dorpsvlag van Gemonde

De vlag van Gemonde werd op 27 februari 1997 vastgesteld door de gemeenteraad van Sint-Michielsgestel als de dorpsvlag van het Nederlandse dorp Gemonde. De vlag kan als volgt worden beschreven:
Rood met over het midden van de vlag een geel kruis met armen ter dikte van ¼ van de vlaghoogte, vergezeld van een gele merlet in het eerste kwartier, een gele zespuntige ster in het tweede kwartier, een gele wassenaar in het derde kwartier en een gele burchttoren in het vierde kwartier, elke figuur ter hoogte van ¼ vlaghoogte.
De vlag toont hetzelfde beeld het dorpswapen. De vier figuren zijn afkomstig uit de wapens van de vier gemeenten waarvan Gemonde tot 1996 deel uitmaakte. De merlet komt uit het wapen van Boxtel, de ster uit dat van Sint-Michelsgestel, de wassenaar uit het blazoen van Schijndel en de burchttoren uit dat van Sint-Oedenrode.

## Verwante afbeeldingen

Wapen van Gemonde
Wapen van Boxtel
Wapen van Sint-Michelsgestel
Wapen van Schijndel
Wapen van Sint-Oedenrode

Acht
· Alphen
· Bavel
· Berghem
· Berlicum
· Biest-Houtakker
· Borkel en Schaft
· Chaam
· Cromvoirt
· Cuijk
· Den Dungen
· Dinteloord
· Effen
· Esch
· Galder
· Geeren-Noord
· Gemonde
· Haagse Beemden
· Haaren
· Halsteren
· Helvoirt
· Herpen
· Heusden
· Langenboom
· Leur
· Megen, Haren en Macharen
· Moergestel
· Nieuw-Vossemeer
· Nuland
· Olland
· Orthen
· Princenhage
· Ravenstein
· Rosmalen
· Sint-Michielsgestel
· Sprang
· Steenbergen
· Strijbeek
· Teteringen
· Ulvenhout
· Udenhout
· Velp
· Vierlingsbeek
· Waspik
· Wintelre